# Chibli Chumayyel
Chibli Chumayyel ou Shibli Shumayyil ou Chibli Chemayel (en arabe : شبلي شميل), est un intellectuel d’origine gréco-catholique né à Kfarchima (Liban) en 1850 et décédé au Caire en janvier 1917. Il a traduit et commenté en arabe le premier ouvrage darwiniste.

## Formation
Chibli Chumayyel se forme en médecine au Syrian Protestant College de Beyrouth (établissement qui deviendra en 1920 l’Université américaine de Beyrouth).  
Pour fuir l’oppression ottomane en Syrie, Chibli Chumayyel s’établit comme médecin à Tanta en Égypte et, après dix ans, il va au Caire où il fonde en 1886 la revue médicale Al-Shifa. Celle-ci cesse de paraitre cinq années plus tard, mais il continue à écrire pour des journaux comme al-Muqtataf.
Chumayyel critique également la politique de l'Empire ottoman en Syrie. Avec Salama Moussa, il publie al-Mustaqbal (le Futur) au Caire, magazine qui sera interdit par les Britanniques en 1914. Soutenant des idées socialistes et darwinistes, il plaide pour un gouvernement qui garantisse l’emploi, l’éducation et les soins médicaux à la population et combat le système juridique imposé par l’empire ottoman.

## Le darwinisme
Comme de nombreux intellectuels de l'Empire ottoman de son époque, Shibli Shumayyil apprend la théorie de l'évolution de Darwin sous l’angle du matérialisme avec Ludwig Büchner et Ernst Haeckel. En 1885, il traduit et commente un ouvrage de Büchner, le premier livre à vulgariser en arabe le darwinisme.
Il traduit également Hippocrate en arabe et commente le philosophe islamique Avicenne. Son travail journalistique comprend la réforme sociale, des écrits scientifiques, des romans, des pièces de théâtre et des poèmes.

## Liens extérieurs
- Notices d'autorité :   - VIAF
  - ISNI
  - IdRef
  - GND
  - Pays-Bas
  - Israël
- Shibli Shumayyil, portrait d’un darwiniste révolté par Marwen Bouassida, Kapitalis, 27 juillet, 2017
- Secularism and Secularization in the Arab World Bingbing Wu∗